# Täbingen
Täbingen ist ein Stadtteil von Rosenfeld im Zollernalbkreis in Baden-Württemberg (Deutschland). Der Ort liegt südlich von Rosenfeld.

## Geographie

### Gemeindegliederung
Zur Gemarkung Täbingen gehören die Wohnplätze Danneckershof und  Fischersmühle.

## Geschichte
Täbingen wird erstmals im Jahr 793 genannt. Durch den Ort ging im Spätmittelalter die Grenze zwischen der Grafschaft Hohenberg und dem württembergischen Amt Rosenfeld. Im hohenbergischen Teil, dem Unterdorf, stand die Burg der Ortsherren: Ritter von Täbingen (13. Jahrhundert), Herren von Sinkingen (14. Jahrhundert), ab 1524 die Herren von Ehingen und ab 1549 die Herren von Laibenberg. Das Oberdorf war im Besitz der Klöster St. Gallen und St. Georgen. Um 1500 hatte Württemberg im ganzen Ort seine Landeshoheit durchgesetzt. Der Ort zählte danach zum Oberamt Rosenfeld.
Im Dreißigjährigen Krieg wurde der Ort nahezu komplett entvölkert und anschließend mit Bewohnern der Nachbarorte sowie mit Österreichern und Schweizern wiederbesiedelt. Das Adelsgut wurde 1671 an die Bauernfamilie Sämann (später Seemann) verkauft. Vogt Martin Sämann (1622–1700) galt als reichster „Bauernkönig“ Württembergs. Die Familie erbaute sich im frühen 18. Jahrhundert mehrere neue Höfe. Das alte Schlossgebäude verfiel und lässt sich heute nicht mehr lokalisieren.
Die Kirche in Täbingen geht auf die Hofkapelle des Täbinger Meierhofes zurück, die kirchlich zur Pfarrei in Gößlingen zählte. Der Ort wurde zur Reformationszeit evangelisch und wurde danach lange Zeit vom Pfarrer in Leidringen betreut. 1738 wurde Täbingen zur selbstständigen Kirchengemeinde erhoben. Die heutige Kirche wurde 1834 von Bauinspektor Carl Christian Nieffer als Emporensaalanlage mit einem Kanzelaltar und östlich angefügter Sakristei in klassizistischen Formen mit ägyptisierenden Kapitellen gebaut, wobei Teile der alten Kapelle im Turmsockel erhalten blieben. 1838 wurde ein Rat- und Schulhaus erbaut.
1808 kam der Ort zum Oberamt Rottweil, 1938 zum Landkreis Balingen, der 1973 im Zollernalbkreis aufgegangen ist. Im Vorfeld der Gemeindereform in Baden-Württemberg votierten Bürgerschaft und Gemeinderat mehrheitlich für einen Anschluss an Schömberg, allerdings war Täbingen von der Landesregierung bereits zum Raum Rosenfeld geplant worden, so dass am 1. Januar 1975 die Eingemeindung nach Rosenfeld erfolgte.

## Bauwerke
Siehe auch: Liste der Kulturdenkmale in Täbingen

## Religion

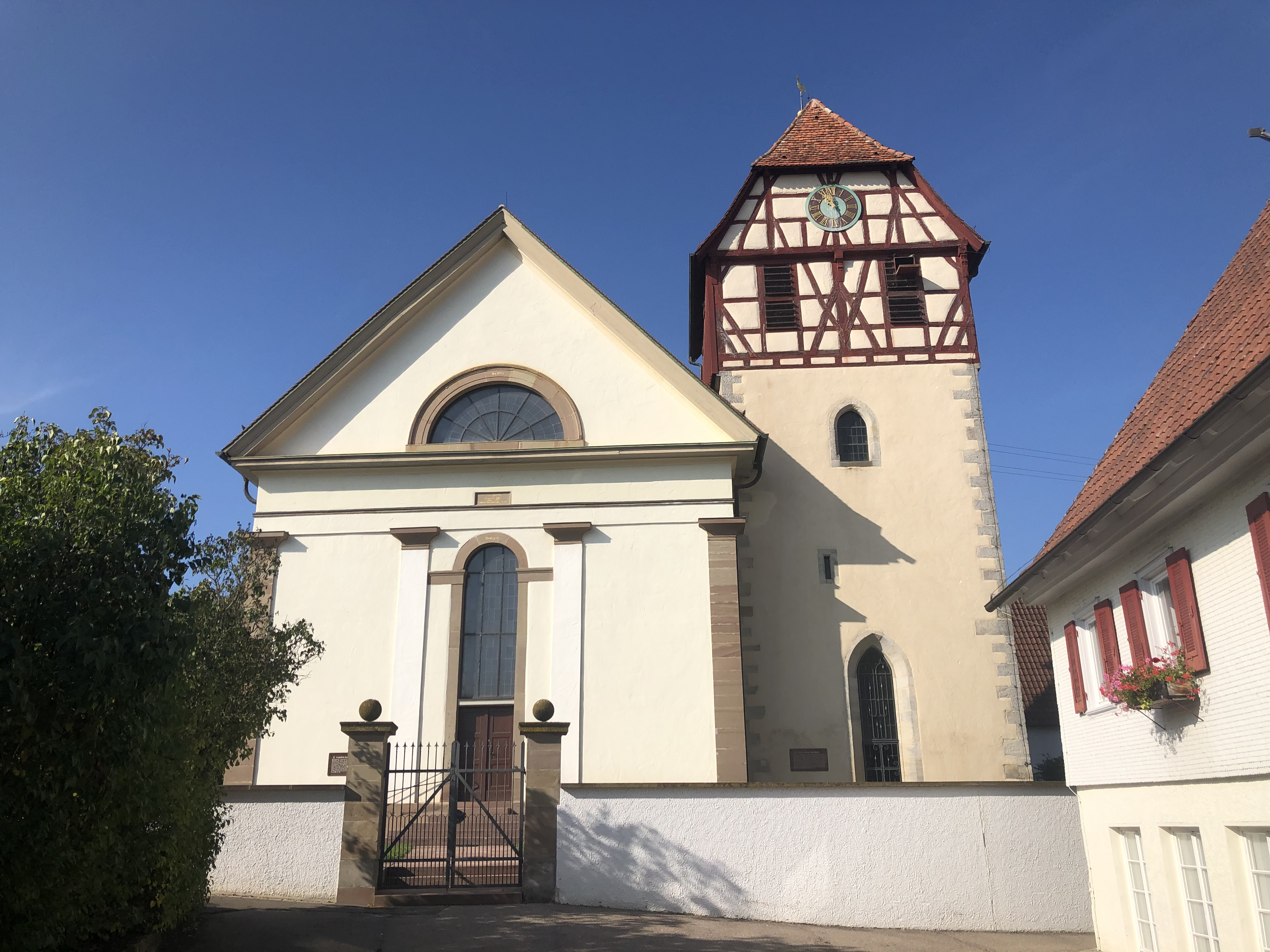
Karsthans-Kirche

Der Freiburger Arzt Johannes Murer (auch: Hans Maurer) predigte bereits 1523 in bäuerlicher Kleidung als „Karsthans“ das Priestertum aller Gläubigen. Bei seiner Verhaftung in Balingen bekannte er, dass er lieber sterben wolle als auf die Verkündigung des Wortes Gottes zu verzichten. Murer starb dann ebenso den Märtyrertod für das Evangelium wie weitere 45 evangelische Bauernkriegsprediger und Pfarrer.  Als Hüterin des alten Glaubens unterdrückte die österreichische Herrschaft jegliche reformatorische Bestrebungen. Sein Tod war ein Anlass für Täbingen, sich als einer der ersten Orte der Region der Reformation anzuschließen. Die auch Karsthans-Kirche genannte evangelische Kirche des Dorfes, eine klassizistische Emporenkirche von 1834, besitzt eine frühromantische Orgel. Ihr markanter Turm mit einem Aufsatz in alemannischem Fachwerk stammt von einer früheren Kirche.
Die Katholiken gehören heute zur Gemeinde St. Verena in Dautmergen (Seelsorgeeinheit Oberes Schlichemtal im Bistum Rottenburg-Stuttgart).

## Wirtschaft und Infrastruktur

### Dorfschmiede
Die Familie Rauscher betrieb die Dorfschmiede.

### Verkehr
Der Öffentliche Nahverkehr wird durch den Verkehrsverbund Neckar-Alb-Donau (NALDO) gewährleistet. Die Gemeinde befindet sich in der Wabe 330.

## Persönlichkeiten
- Hailwig von Täbingen, im späten Mittelalter hochverehrte Armenmutter und Seelsorgerin
- Elisabeth von Sinkingen (16. Jahrhundert), Enkelin des unehelichen Sohnes von  Herzog Eberhard im Bart,  Hans von Karpfen genannt Wirtemberg.
- Ursula Häsin (aus Täbingen, Geburtsdatum unbekannt, † durch Verbrennung hingerichtet 1592 in Rottweil). Der Rat der Stadt Rottweil hat am 15. April 2015 einen Beschluss zur sozialethisch-moralischen Rehabilitierung der Opfer der Hexenprozesse gefasst.[10]
- Martin Sämann (1622–1700), Neubegründer des Dorfes und reichster „Bauernkönig“ Württembergs
- Hans Sautter (Astronom) († 1722), Bauer und Astronom
- Christoph Friedrich Kausler (1760–1825), Professor der Mathematik und Freund Schillers
- Gustav Bossert der Ältere (1841–1925), Mentor der württembergischen Kirchen- und Landesgeschichtsforschung
- Hermann Häußler (1847–1916), Eisenbahn-Pionier
- Jakob Hermann Fuoss (1862–?), Professor der Medizin, nach England ausgewandert
- Werner-Ulrich Deetjen (* 1943), Pfarrer/Dekan und Kirchenhistoriker

## Literatur

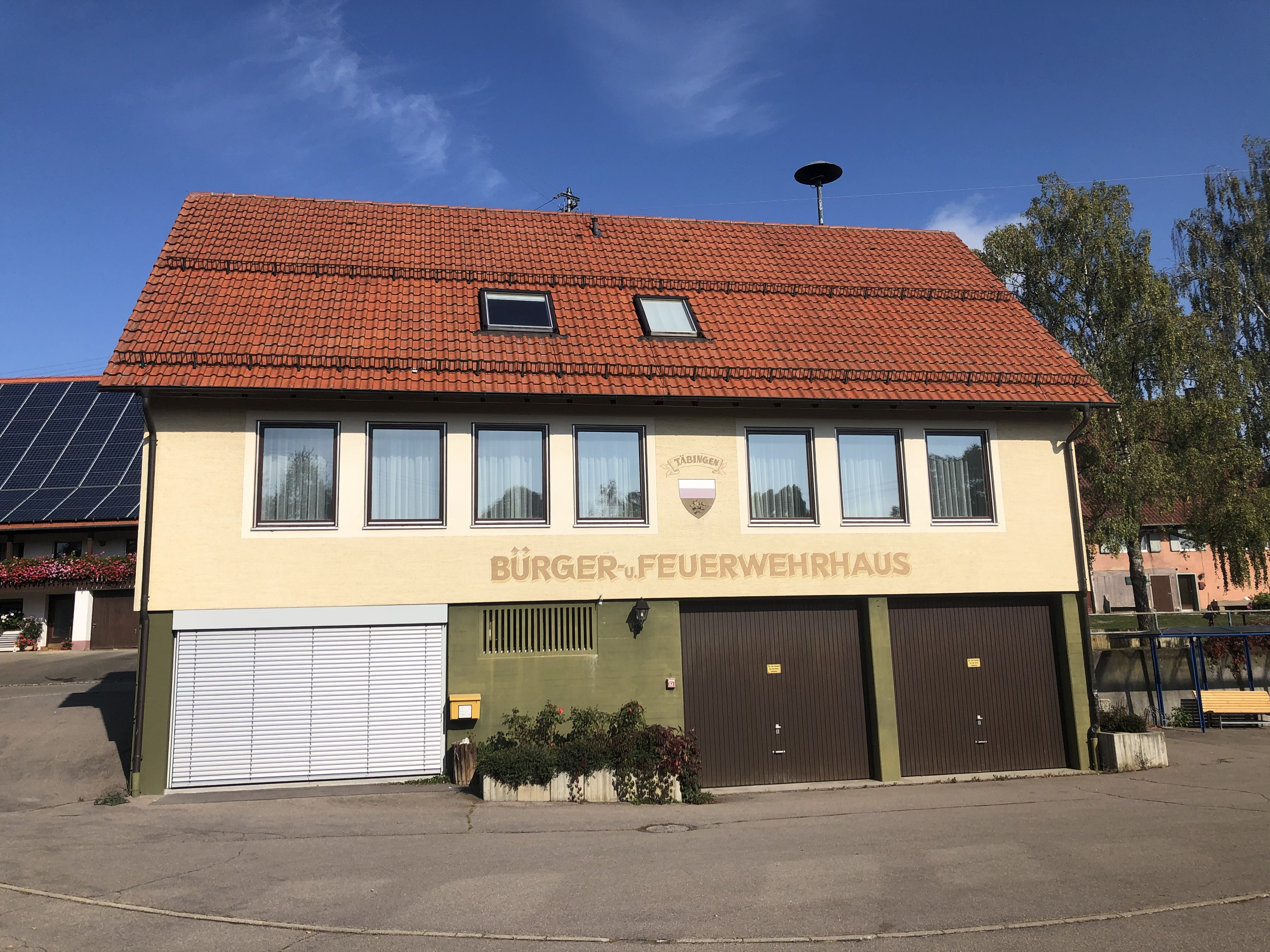
Bürger- und Feuerwehrhaus Täbingen